# Маслаки
Маслаки́ (бел. Маслакі́) — агрогородок в составе Маслаковского сельсовета Горецкого района Могилёвской области Республики Беларусь. Административный центр Маслаковского сельсовета.

## История
Упоминается в 1643 году как деревня с мельницей на реке Бася в Козловичском войтовстве Шкловской волости в Оршанском повете Великого Княжества Литовского.

## Население
- 1999 год — 781 человек
- 2010 год — 622 человека

## Культура
- Дом культуры

- Филиал Горецкого районного историко-этнографического музея

## Достопримечательность
- Братская могила советских воинов и партизан —  Историко-культурная ценность Республики Беларусь, шифр 513Д000445
- Памятник землякам, погибшим в Великой Отечественной войне
- На окраине — городище раннего железного века

## Известные уроженцы
- Булахов, Михаил Гапеевич (род. 1919) — советский и белорусский языковед, доктор филологических наук, профессор.